# Pisenor plicatus
Pisenor plicatus is een spinnensoort uit de familie Barychelidae. De soort komt voor in Rwanda.